# Antigny (Vendée)
Antigny je francouzská obec v departementu Vendée v Pays de la Loire.